# Хэнкок, Джон
Джон Хэ́нкок (англ. John Hancock; 23 января 1737 — 8 октября 1793) — американский государственный деятель, сторонник Американской революции. Хэнкок занимал пост президента Второго Континентального Конгресса, стал первым губернатором штата Массачусетс. В американской культуре получил большую известность за особо крупную подпись под Декларацией независимости США.

## Детство и юность
Джон Хэнкок родился в семье преподобного Джон Хэнкока-младшего (John Hancock, Jr.) и Мэри Хок Тэкстер (Mary Hawke Thaxter) в городе Брейнтри (провинция Массачусетс-Бэй), в той его части, которая в 1792 году выделилась в город Куинси. Семья Хэнкоков вела безбедную жизнь и владела одним рабом для хозяйственных работ. Ещё в детстве Джон познакомился с Джоном Адамсом (будущим президентом США), которого преподобный Хэнкок крестил в 1734 году. В 1742 году отец Хэнкока умер, и Джон перешёл на попечение своего дяди по отцовской линии, бездетного Томаса Хэнкока, успешного купца, который, будучи одним из самых богатых людей в Массачусетс, проживал со своей супругой Лидией (урождённая Хенчмен) в особняке Хэнкоков в Бостоне.
После окончания Бостонской латинской школы в 1750 году, Джон Хэнкок поступает в Гарвардский колледж, который оканчивает со степенью бакалавра в 1754 году. Получив образование, он работает на своего дядю, получая опыт для будущего партнерства. С 1760 по 1761 годы Хэнкок проживает в Англии, занимаясь укреплением отношений с клиентами и поставщиками кораблестроительного бизнеса дяди. В 1763 году он становится полноправным партнером. Из-за болезни дяди Джон занимает ведущую роль в бизнесе. В августе 1764 года Томас Хэнкок умирает, и Джон становится хозяином дела и особняка, превратившись в одного из самых богатых людей в Америке.

## Начало карьеры
В то время, как английские купцы сполна оплачивали пошлины на импорт, колонии не только уклонялись от их оплаты, но и занимались контрабандой дешёвого сахара и мелассы через французские владения. Джону Хэнкоку удавалось провести контрабандой около 1,5 миллионов галлонов мелассы, за которые ему следовало бы заплатить 37 тыс. фунтов пошлины, однако коррумпированные таможенные чиновники получали лишь 2000 фунтов в год.
В 1765 году Джон Хэнкок занимает место своего дяди среди пятерых бостонских избранников. Вначале он не обращает внимания на проблему новых налогов, поскольку сам он часто уходит от их оплаты. Однако позднее его бизнес вынуждает его выступить против Акта о гербовом сборе. В финансовом отношении британский бойкот подоспел как раз вовремя, поскольку его собственный кредит в Лондоне был исчерпан, и у него не было возможности покупать там товары. Он сообщил своим партёрам в Лондоне, что не собирается платить им до тех пор, пока акт остаётся в силе. После этого партнёры также присоединились к его протесту. В мае 1766 года один из кораблей Хэнкока принес весть, что акт аннулирован.
В мае Джон Хэнкок был избран в Генеральный суд колонии Массачусетс-Бэй. Губернатор потребовал от суда, чтобы бунтовщиков, протестующих против акта, призвали к правосудию. В ответ на это Джеймс Отис и Сэмюэл Адамс провели через ассамблею билль, который обеспечил бунтовщикам полную амнистию.
В ответ Парламент усилил внешние налоги. Тауншедский акт наложил новые пошлины на разнообразные товары. Принимается предложенный Джоном Хэнкоком частичный бойкот английских товаров. Ещё одно его предложение — начать выпускать товары, запрещённые к производству в колониях, — также получает поддержку. После вступления в силу Тауншедского акта Хэнкок заявил, что не позволит таможенникам подниматься на борт его кораблей.
В мае 1770 года после т. н. «Бостонской бойни» создается комитет, в который входит Джон Хэнкок. Целью комитета была встреча с губернатором Хатчинсоном и полковником Дэлримплом. Хэнкок сообщает полковнику, что на их стороне — более 4000 человек, готовых взять оружие. Хатчинсон и Дэлримпл понимают, что это блеф, однако полковник выводит оба свои полка.
Репутация Сэмюэла Адамса заметно ухудшилась после кровопролития, и Джон Хэнкок сообщил, «что никогда больше не будет иметь никаких дел с Адамсом».
Постоянная торговля и контрабанда помогали Хэнкоку изыскивать средства на борьбу с британскими властями. О его денежных вливаниях бостонцы шутили: «Сэм Адамс пишет письма (в газеты), а Джон Хэнкок оплачивает почтовые расходы».

## Дело корабля «Либерти»
В мае 1768 года один из кораблей Хэнкока — «Либерти» — прибыл в порт Бостона, гружёный мадерой. Таможенники провели досмотр корабля только на следующее утро, когда выяснилось, что корабль гружен менее чем на четверть. Торговые агенты заявили, что ночью вино не выгружалось. Месяцем позже, когда в порту стоял военный корабль королевского флота, один из таможенников заявил, что его силой удерживали на «Либерти» и под страхом смерти запретили об этом рассказывать. Разгневанная толпа собралась у домов, где жили таможенники, разбили им окна и угрожали расправой, если они не вернут корабль.
Джону Хэнкоку удалось добиться освобождения «Либерти» до того, как дело перешло в суд. Отис и Адамс обвинили его в капитуляции перед правительством, на что Хэнкок ответил отказом от получения судна. В августе все обвинения были сняты, однако корабль был конфискован. В ноябре, после прибытия британских войск, Хэнкок был вновь арестован по обвинению в контрабанде на «Либерти». По прошествии трех месяцев, ввиду отсутствия свидетельских показаний, он был оправдан. В феврале 1769 года события, связанные с «Либерти», привели к тому, что Парламент приказал губернатору Массачусетса применить Акт об измене 1534 года, который предусматривал высылку всех подозреваемых в измене лиц прямо в Англию.
«Либерти» был оборудован орудиями и вышел в патруль — разыскивать контрабандистов. Частые осмотры и конфискация судна вызвали гнев у купцов Ньюпорта, которые подослали банду, чтобы сжечь корабль.

## Начало революции
Вначале Джон Хэнкок лишь финансирует растущий мятеж, но позднее становится открытым критиком британского правления. 5 марта 1774 года во время четвёртой годовщины «Бостонской бойни», он произносит речь, в которой строго осуждает Британию. В том же году он единогласно избран президентом Массачусетского провинциального конгресса и председательствует в комитете безопасности, открытом при конгрессе. Во время его пребывания на этой должности Массачусетс сумел обеспечить и подготовить несколько подразделений минитменов — ополченцев, готовых к экстренной мобилизации. Кроме того, бойкот на импорт чая, импортируемого из Британии Британской Ост-Индийской компанией в дальнейшем привёл к т. н. «Бостонскому чаепитию».
В январе 1775 года Британские власти приняли решение об аресте Хэнкока. В апреле 1775 года Джон Хэнкок и Сэмюэл Адамс, присутствовавшие на Конгрессе провинции в Конкорде (Массачусетс), посчитали опасным возвращаться в Бостон и, дабы избежать ареста, укрылись в доме Хэнкока в Лексингтоне (Массачусетс). 18 апреля 1775 года генерал Томас Гейдж направил отряд британских солдат в Конкорд, чтобы захватить и уничтожить склад боеприпасов, заготовленный патриотами. Джозеф Уоррен отправил посыльного из Бостона в Лексингтон, чтобы предупредить Хэнкока и Адамса о возможной попытке их ареста со стороны британских войск. По одной из версий Пол Ревир доставил сообщение около полуночи, перед самым подходом британских войск к Лексингтону. По другой — человеком, который сообщил Хэнкоку и Адамсу о грядущем нападении, был Прескотт. Хэнкок, будучи полковником милиции, был готов дать бой англичанам, однако Адамс убедил его, что он гораздо ценней в качестве политического лидера, нежели солдата. Хэнкок и Адамс бежали из Лексингтона, когда в городе началась стрельба. Вскоре после окончании сражения Гейдж издал прокламацию, в которой обещал прощение всем, кто признает права британской короны, за исключением Хэнкока и Адамса. Выделив их таким образом, он значительно поднял их престиж в глазах патриотов.

## Континентальный конгресс
24 мая 1775 года Джон Хэнкок был избран президентом второго континентального конгресса, приняв полномочия у Пейтона Рандольфа, после того как Генри Миддлтон отказался от избрания. Хэнкок занимал должность президента во время самых черных дней войны за независимость: в это время Джордж Вашингтон терпел поражения во время кампании в Нью-Йорке и Нью-Джерси, а Великобритания заняла Филадельфию. Хэнкок сложил с себя полномочия 30 октября 1777 года в городе Йорке, штат Пенсильвания. Тщеславие Хэнкока оскорбило многих членов конгресса и особенно представителей штата Массачусетс. Свою неприязнь они выразили тем, что когда конгресс предложил проголосовать за присуждение награды Хэнкоку за его службу, кандидаты его штата проголосовали против.

### Знаменитая подпись

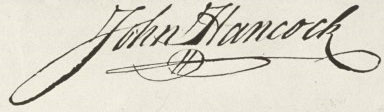
Подпись Хэнкока в Декларации независимости США

Хэнкок более всего запомнился своей огромной, вычурной подписью, поставленной в Декларации независимости США, — настолько, что имя Джона Хэнкока в Америке стало разговорным синонимом слова «подпись». Вокруг этой выдающейся подписи впоследствии стали появляться разнообразные легенды и мифы. Так утверждалось, будто бы Хэнкок специально поставил такую крупную подпись для того, чтобы король Георг мог прочесть её без очков. Другая легенда повествует, что Хэнкок был единственным человеком, подписавшим декларацию, а все остальные члены присоединились позже.

## Возвращение в Массачусетс
В январе 1776 года Джон Хэнкок был назначен главнокомандующем массачусетского ополчения. В июле 1778 года он ввёл в бой 6000 ополченцев во время атаки на британский Ньюпорт (штат Род-Айленд), которая, однако, закончилась неудачей.
С 1780 по 1785 годы он становится губернатором Массачусетса. Ораторское мастерство и умения Хэнкока как арбитра вызывали неизменное восхищение, однако во время революции его более всего ценили за способность собирать средства на поддержку Американских войск. Несмотря на свой торговый опыт даже Хэнкок иногда не справлялся с заявками Континентального Конгресса по поставкам говядины для голодной армии. 19 января 1781 года генерал Вашингтон предупредил Хэнкока:

Я бы не побеспокоил Ваше превосходительство столь многократными заявками на продовольствие, если бы не сложившееся положение, при котором не только наши посты на реке, но и существование всей нашей армии находится в большой опасности. К сему письму я прикладываю выписки генерала Хита, из которых Вам станут ясны наше теперешнее состояние и перспективы на будущее. Если Ваш штат не обеспечит нас говядиной на регулярной основе, я снимаю с себя ответственность за гарнизоны, находящиеся южнее Уэст-Пойнта (штат Нью-Йорк), и любого полка на поле боя.
В июне 1785 года Джон Хэнкок был вновь избран членом конгресса, ратифицированного Статьями Конфедерации. Однако он не смог принять участие в сессии, проходящей в ноябре 1785 года, из-за болезни. Тем не менее, 23 ноября 1785 года он был избран президентом Конгресса — делегаты надеялись, что под его руководством удастся восстановить пошатнувшееся единство правительства конфедерации. Хэнкок не смог принять участие ни в одной сессии в штате Нью-Йорк, и его президентские полномочия выполняли Дэвид Рамзи и Натаниель Горхем. 29 мая 1786 года Хэнкок подписал письмо об отставке.

## Президентские выборы
В 1789 году он принял участие в первых президентских выборах, где получил только четыре голоса выборщика при том, что они шли в зачёт как за вице-президента.

## Образ в кино
- «Джон Пол Джонс» (1959)
- «Джон Адамс» (2008)
- «Сыны свободы» (2015)